# ヴィッラ・ロマーナ・デル・カサーレ
ヴィッラ・ロマーナ・デル・カサーレ（シチリア語:Villa Rumana dû Casali）とは、イタリアシチリア島のピアッツァ・アルメリーナ郊外約5キロメートルのところにある古代ローマの別荘（ヴィッラ）である。ヴィッラ・ロマーナ・デル・カサーレにはローマ時代に描かれたモザイク絵画が数多く残っている。1997年に、UNESCOの世界遺産に登録された。

## 概要
ヴィッラ・ロマーナ・デル・カサーレの建設が始まったのは4世紀のはじめの頃と推測されている。周辺のラティフンディアを含めた中心の別荘地としての建設されたものと考えられる。実用として用いられていたのは約150年に満たない期間であるが、それでもなお、東ゴート王国、ヴァンダル王国、ビザンツ帝国、アラブ人と次々と支配者が変わる中でも、人々は居住してきた。
ヴィッラ・ロマーナ・デル・カサーレが完全に放棄されたのは、12世紀の頃であり、当時、ヴィッラに居住していた住民は現在のピアッツァ・アルメリーナに移動したと考えられる。
ヴィッラのことは完全に忘れられ、また、ヴィッラの地域は農地へと一部転じていた。19世紀の早い段階で、数本の円柱が再発見された。その後、19世紀中に発掘作業が何度か実施されたが、本格的な発掘は、1929年と1935年から39年の2回の発掘作業を待たなければならなかった。
その後も、1950年代から60年代に大規模な発掘作業が実施され、現在の形を見せるようになった。その後も1970年代に小規模ながら発掘作業が実施された。

## 建設目的
ヴィッラの建設目的は、複数考えられているが、1つは住居用の目的であり、ヴィッラの持ち主であるラティフンディアの農園経営者の邸宅というものである。また、公的な目的として役所の機能を果たしたとも考えられている。ただ、少なくとも商業的あるいは生産目的で建設されたとは考えられていない。

## 内部
ヴィッラは一層で構成されており、中央部には柱列で囲まれた中庭が設けられていた。中庭の周りには、公私に渡る部屋が設けられていた。中庭への入り口は、西側から（古代ローマの）開口部つき中央大広間であるアトリウムを経由する形態をとっていた。北西側には浴場へ、北側にはゲストルームが設けられていたと考えられる。東側には私的な部屋と巨大なバシリカが設けられていた。南側にも部屋が建設されているがその目的ははっきりとはわかっていない。
「10貴婦人の間」と呼ばれている部屋の床には、ビキニをまとった女性のモザイクが描かれている。

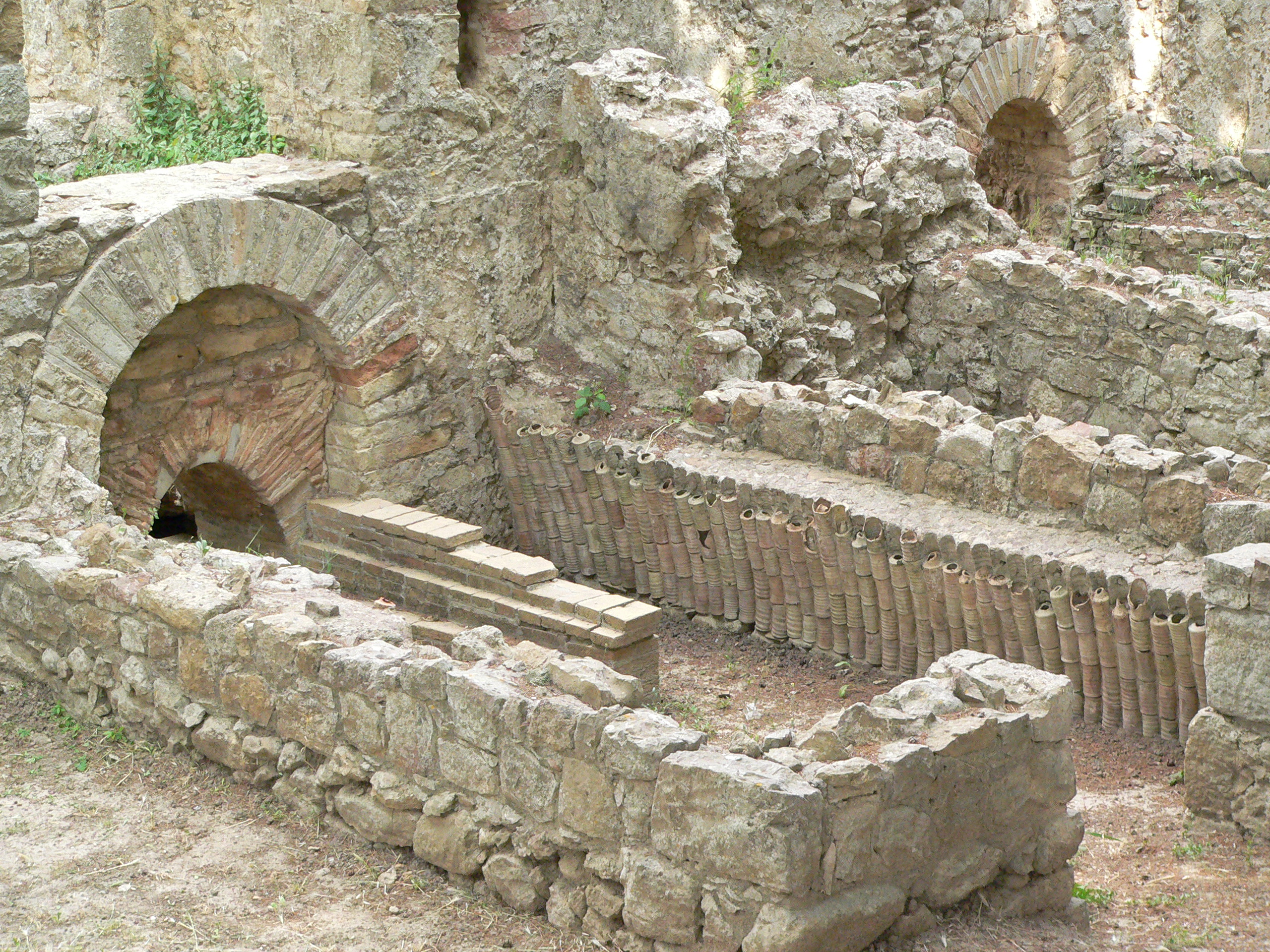
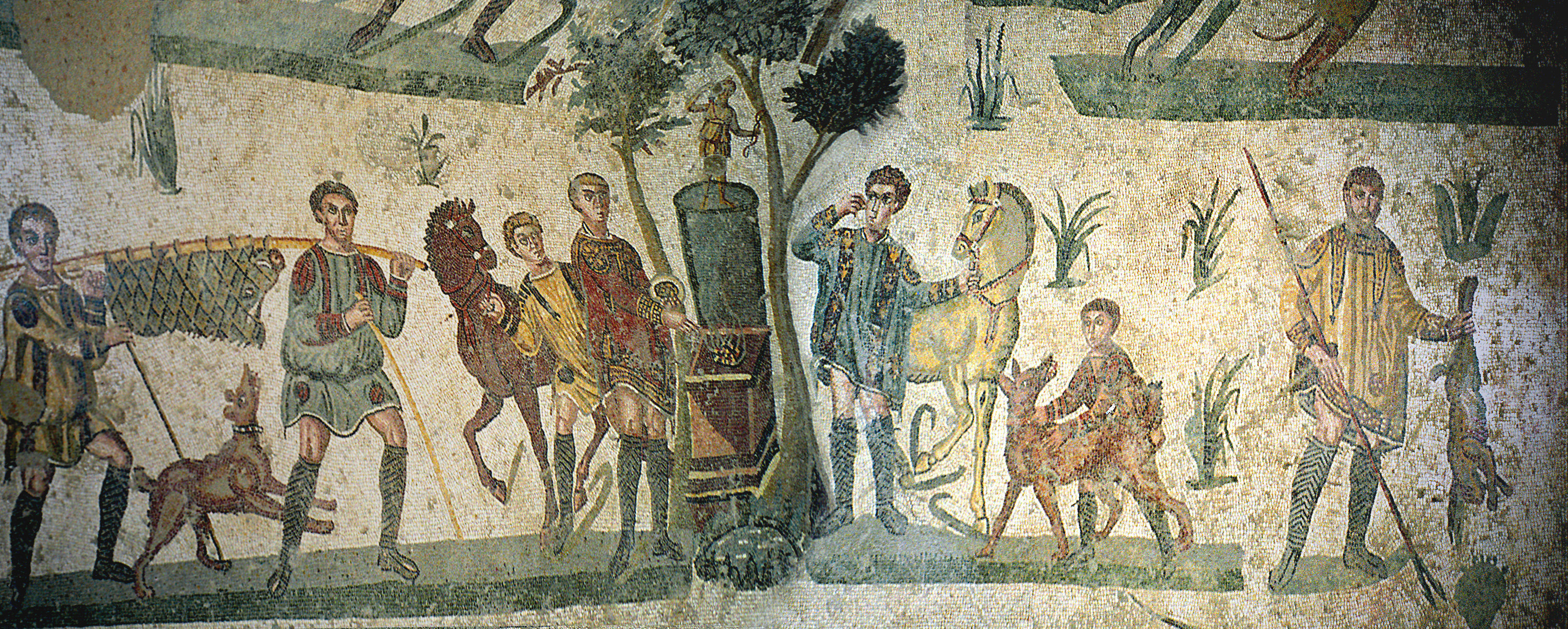
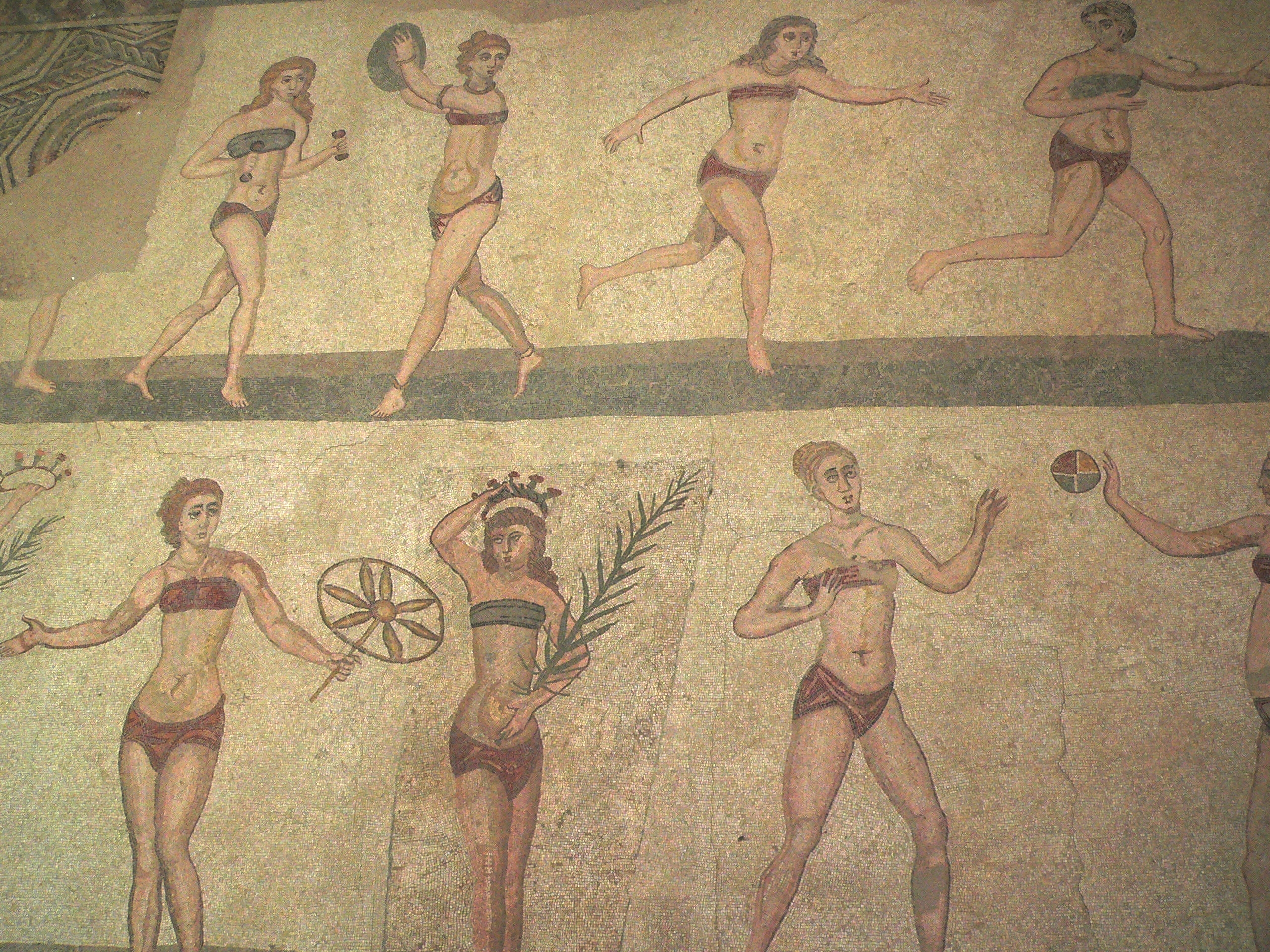
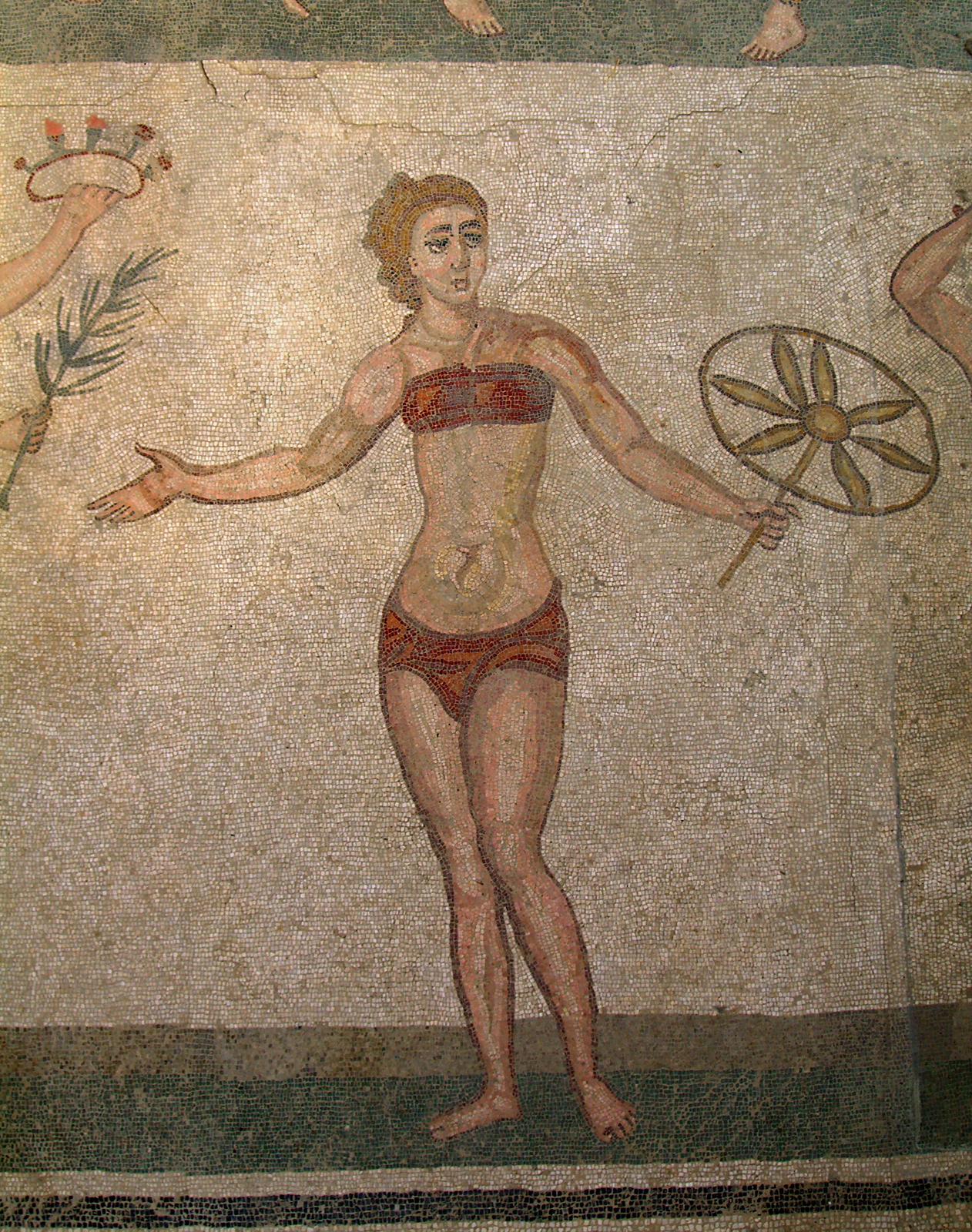

## 世界遺産登録基準
この世界遺産は世界遺産登録基準のうち、以下の条件を満たし、登録された（以下の基準は世界遺産センター公表の登録基準からの翻訳、引用である）。
- (1) 人類の創造的才能を表現する傑作。
- (2) ある期間を通じてまたはある文化圏において、建築、技術、記念碑的芸術、都市計画、景観デザインの発展に関し、人類の価値の重要な交流を示すもの。
- (3) 現存するまたは消滅した文化的伝統または文明の、唯一のまたは少なくとも稀な証拠。